# 汶川大地震捐款列表
汶川大地震捐款列表，为旨在为发生在2008年5月12日四川汶川大地震而进行捐款的列表。

## 中國大陸
- 此外中國大陸4550万名中国共产党党员共交纳“特殊党费”97.3亿人民幣[1][2]，作为地震重建的部分资金[3][4]
- 截至2009年9月30日，全国共筹集社会捐赠款物797.03亿元（含“特殊党费”）。具体情况是：按形态划分，资金687.90亿元，物资109.13亿元；按捐赠意向划分，定向291.93亿元，非定向505.10亿元；按捐赠渠道划分，境内捐赠723.05亿元，国际组织、海外华侨等国外捐赠40.48亿元，港澳台地区捐赠33.50亿元。

## 香港
來自香港的捐助大幅多於以往對大陸的捐款，中共中央總書記胡錦濤在四川省北川縣時特別對香港記者說：「感謝香港同胞對內地抗震救災的支援，這體現了我們血濃於水的同胞之情，請你向廣大的香港同胞轉達我的謝意。」據香港經濟日報2013年與人民日報海外版2017年報導以及政務司司長林鄭月娥2013年專訪，香港立法会拨款90亿港元、半官方的賭博公益組織香港賽馬會捐10億、民间捐款130亿港元，合約220億。這量級超出以往，香港在1989年6月北京學生運動捐款3,000萬港元，1991年華東水災時香港政府捐0.5億、香港民間捐了6億。
香港特区政府于地震发生一天后紧急调拨3.5亿港元（约合人民币3.1亿元）。两个月后追加20亿元，至2009年2月20日再追加40亿港元，而由特区政府成立“支援四川地震灾区重建工作信托基金”（而该基金亦于2010年7月一日另设玉树地震重建工作事务部）负责管理资金。民间捐款方面，地震后一个月，香港各界向灾区捐款约20亿港元演艺界也举行512关爱行动组织于2008及09年进行募捐。
至08年5月14日各组织及个人共捐款1.4206亿港元，其中李嘉诚以及李嘉誠基金會、長江集團、和記黃埔等共捐款人民幣1億3000万，曾憲梓1000万港元，恒生银行200万港元，汇丰银行1000万港元。由地震發生至一年中香港立法會共撥款捐贈90億港幣（香港各界捐款共約83.2132億人民幣）。

## 其它地方及組織
- 澳门特区政府在地震之后调动1.1亿元人民币赈灾，民间亦发起了大型捐款运动[21]。
- 中華民國（臺灣），09年5月7日台湾向中国大陸地區援助70.5億元台幣(12.1億人民幣)，包括来自台灣政府官方的20亿和民间50.5億台幣。[22]8月份來自台灣政府、企業、民間社團和各界民眾捐贈給四川災區款項已達15.2億人民幣。[23]台湾总捐款金额70亿台币。[24]
- 沙烏地阿拉伯王國国王阿卜杜拉沙特向中國捐赠5000万美元现金和1000万美元物资[25][26]。（共计约合人民币4.2亿元）
- 俄罗斯政府提供四批救灾物资，价值400万美元（约合人民币2800万元）[27]。俄羅斯的首批物資於5月14日運抵成都，而次批物資於同日抵達，重30噸，含帳篷、被褥等救災物品[25]。
- 加拿大民间捐款近3000万加元，加拿大政府捐助超过3100万加元[28]。（合计人民币近4亿元）
- 澳大利亚政府通过红十字国际委员会向中國提供1000万澳大利亚元援助。（约合人民币6600万元）
- 印度政府向中国提供500万美元救灾物资[25]。（约合人民币3500万元）
- 日本政府提供约5亿日元紧急援助。（约合人民币3300万元）
- 欧盟：欧盟人道援助办公室通过红十字国际委员会等机构向中國提供200万欧元紧急援助。（约合人民币2200万元）[19]
- 挪威政府向中国提供2000万挪威克朗紧急救灾援助[25]。（约合人民币2700万元）
- 英国提供100万英镑援助[25][26]。（约合人民币1360万元）
- 爱尔兰政府向中国红十字会提供100万欧元现金援助[25]。（约合人民币1080万元）
- 以色列政府向中國捐赠价值150万美元的救援物资[29]。（约合人民币1050万元）
- 意大利政府向中國提供50万欧元的救灾物资。（共计约合人民币540万元）
- 土耳其政府向中國提供200万美元援助[30]。（估计约合人民币1400万元）
- 西班牙政府提供100万欧元紧急援助[25]。（约合人民币1080万元）目前已提供6吨救灾物资。
- 马来西亚政府向中國提供150万美元援助。（约合人民币1050万元）
- 比利时提供65万欧元紧急援助[25]。（约合人民币700万元）
- 韩国政府提供价值100万美元援救资金以及救援物资。（约合人民币700万元）
- 阿尔及利亚政府向中国政府提供100万美元紧急援助。（约合人民币700万元）
- 巴基斯坦政府向灾区捐赠价值100万美元的救援物资。（约合人民币700万元）
- 芬兰政府向中國提供50万欧元援助。（约合人民币540万元）
- 荷兰政府通过红十字国际委员会向中國提供50万欧元援助。 （约合人民币540万元）
- 德国政府向德国红十字会提供50万欧元帮助中国賑災[25][26]。（约合人民币540万元）
- 美国政府向中國紅十字會提供50万美元援助[25]。（约合人民币350万元）
- 泰国政府向中国捐款50万美元，泰国公主诗琳通向灾区捐款10万人民币。泰国红十字会和普密蓬国王“猜帕塔那”发展基金会各向中国红十字会捐款10万美元[25]。（共计约合人民币500万元）
- 法国政府提供价值38万欧元的物资[25]。（约合人民币410万元）
- 老挝政府向中國提供价值50万美元的木材援助。（约合人民币350万元）
- 新西兰政府通过国际红十字会向中国提供50万新西兰元援助[25]。（约合人民币270万元）
- 瑞士政府向中国提供40万瑞士法郎的首笔紧急援助[25]。（约合人民币260万元）
- 丹麦向中国红十字会提供75万丹麦克朗紧急援助。丹麦红十字会透过国际红十字会向中国提供价值逾100万丹麦克朗的救灾物资[25]。（约合人民币250万元）
- 克罗地亚政府通过克罗地亚红十字会向中國提供20万欧元援助。（约合人民币220万元）
- 希腊政府向中国提供20万欧元紧急援助[25]。（约合人民币220万元）
- 越南政府向中国捐款20万美元[25]。（约合人民币140万元）
- 巴西政府向中国提供20万美元物资援助[25]。（约合人民币140万元）
- 新加坡政府向中国提供20万美元物资援助[25]。（约合人民币140万元）
- 斯洛文尼亚政府向中国提供10万欧元援助。（约合人民币108万元）
- 朝鲜政府已向中國提供10万美元紧急援助。（约合人民币70万元）
- 柬埔寨首相洪森以柬埔寨王国政府名义捐款10万美元。（约合人民币70万元）
- 萨摩亚政府向中國提供10万美元援助。（约合人民币70万元）
- 波兰外交部通过中国红十字会捐款10万美元[25][26]。（约合人民币70万元）
- 立陶宛政府向中国红十字会捐款20万立特[25]。（约合人民币63万元）
- 卢森堡政府向中方提供5万欧元援助。（约合人民币54万元）
- 蒙古政府已向中国政府提供5万美元紧急援助。（约合人民币35万元）
- 爱沙尼亚政府向中国捐款50万爱沙尼亚克朗[25]。（约合人民币34万元）
- 捷克政府向中国提供价值70万捷克克朗的物资援助[25]。（约合人民币30万元）
- 阿尔巴尼亚政府向中国提供4万美元援助。(约合人民币28万元)
- 莫桑比克政府向中国政府捐款4万元人民币[25]。
- 纽埃政府向中国捐款7080新西兰元

### 慈善团体
- 國際紅十字會：从紧急基金中捐赠了23.5万美元。[31]
  - 英國紅十字會：从其灾难基金中捐赠了4.9万美元，还在5月14日发出关于响应国际红十字会的紧急号召。 [32]
  - 中国红十字会：紧急向灾区调拨价值78万餘元的救灾物资。截至5月13日14时，中国红十字会已收到社会各界向四川地震灾区捐赠的款物价值超过6500万元[33]
  - 美国红十字会：８万多名美国民众和６０多家企业通过美国红十字会向中国灾区捐款，该组织将向中国地震灾区再提供１０００万美元捐款[34]
- 樂施會：樂施會緊急撥出155萬給予救援、重建及復完工作[35]。
- 撒瑪利亞救援會：100萬美元的物資，如毛氈、淨水設備和口罩等。[36]
- 中华慈善总会：紧急调拨400顶帐篷并拨出100万元应急善款支援四川灾区[37]。

### 非政府组织、企业及个人
- 联合国儿童基金会：基金会提供30万美元紧急援助。
- 联合国难民署：捐款5万美元现金[25]。
- 国际奥委会：国际奥委会捐款100万美元援助[38]。